# Diospyros selangorensis
Diospyros selangorensis är en tvåhjärtbladig växtart som beskrevs av Bakh. Diospyros selangorensis ingår i släktet Diospyros och familjen Ebenaceae. Inga underarter finns listade i Catalogue of Life.